# Muntele Sodoma

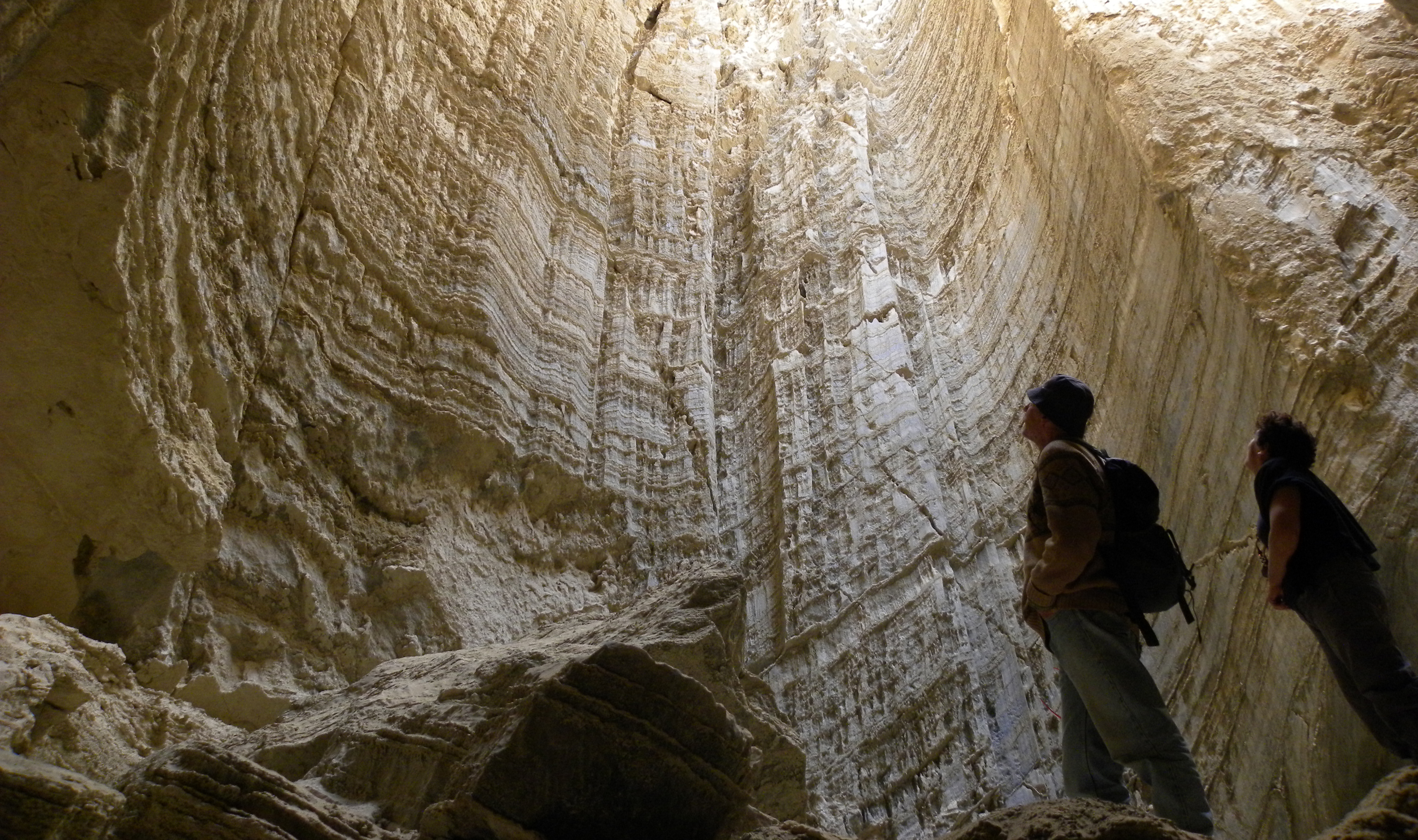
Pestera cu sare de pe Muntele Sodoma

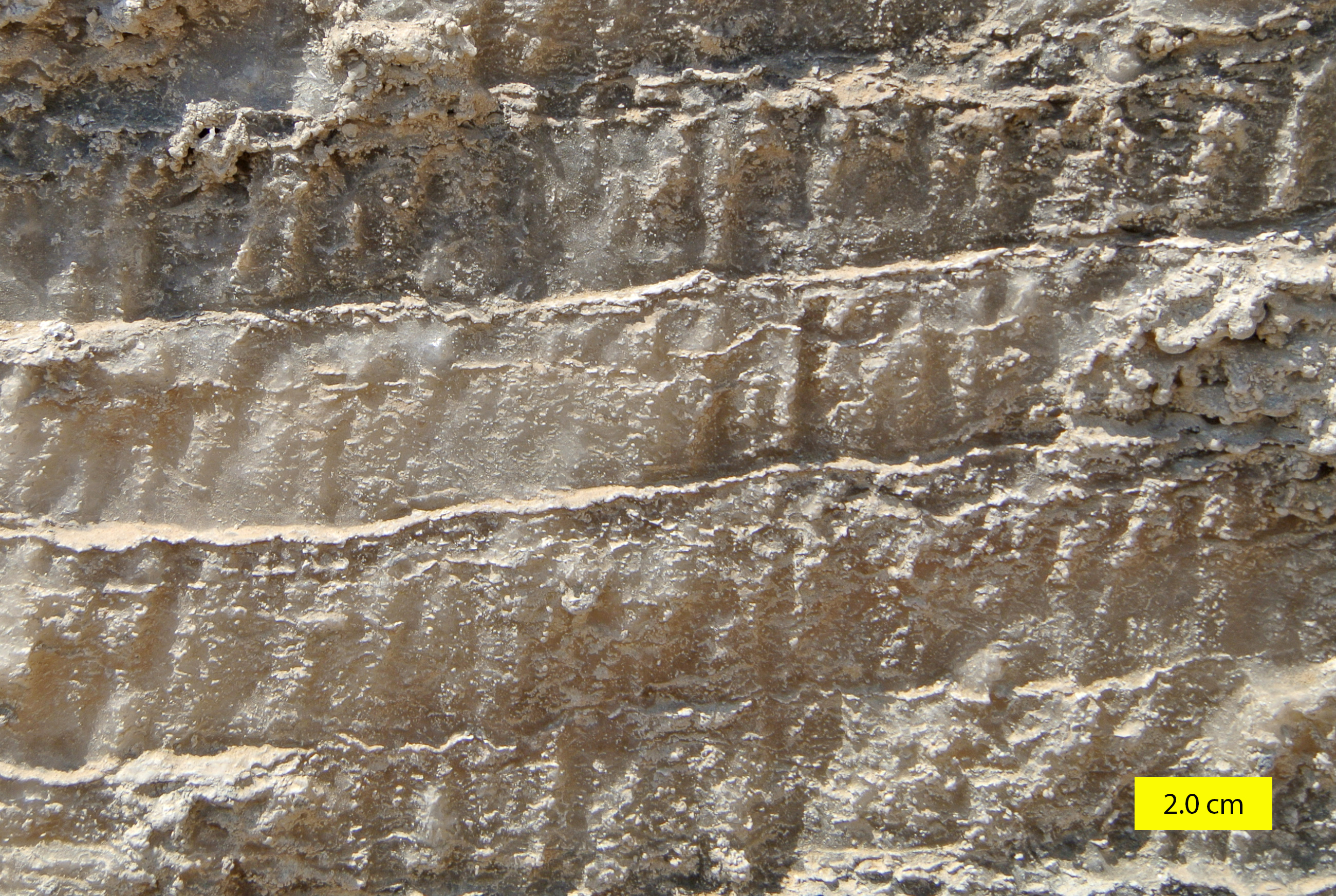
Culcuş de sare gemă la Muntele Sodoma

Muntele Sodoma (în ebraică הר סדום, Har Sedom) este un deal de-a lungul părții sud-vestice a Mării Moarte în Israel; face parte din Rezervația Naturală Deşertul Iudeei. Își ia numele de la legendarul oraș Sodoma, a cărei distrugere este subiectul unei narațiuni din Biblie.

## Istoric
Muntele Sodoma și-a început ascensiunea cu sute de mii de ani în urmă și continuă să crească mai înalt la o rată de 3,5 millimetrui (0,14 in) pe an.
Mișcările sistemului Valea Marelui Rift, împreună cu presiunea generată de acumularea lentă de pământ și rocă, apăsate pe straturile de sare, creând Muntele Sodoma. Are aproximativ 80% sare, 720 picioare (220 m) înălțime, și este acoperit de un strat de calcar, argilă și conglomerat, care a fost târât pe măsură ce a fost stors de pe fundul văii.
Are aproximativ 8 kilometri (5 mi) lungime, 5 kilometri (3 mi) lățime și 226 metri (742 ft) deasupra nivelului apei din Marea Moartă, dar totuși 170 metri (557 ft), sub nivelul oceanului planetar. Din cauza intemperiilor, unele porțiuni s-au separat. Unul dintre acești piloni este cunoscut sub numele de „soția lui Lot”,	
cu referire la relatarea biblică despre distrugerea Sodomei și Gomorei.